# Giuseppe Fantastici
Giuseppe Fantastici (Siena, 20 gennaio 1710 – Siena, 7 agosto 1782) è stato un pittore italiano.

## Biografia
Giuseppe Angelo nacque il 20 gennaio 1710, da Alessandro del già Francesco Fantastici, della Cura di San Pietro alla Magione a Siena e da Francesca Volpaini, battezzato il giorno successivo, da don Francesco Nardi. Si sposò con Rosa di Antonio Bezzi dalla quale ebbe dei figli, fra i quali Clemente, nato a Siena il 23 novembre 1756, che non seguirono la professione artistica del padre. 
Nel 1732 dipinse la tela del Beato Bertoni che risana due bambini ciechi, posta lateramente alla porta principale della Chiesa dei Ferri. Nella stessa epoca colorò la Maria Vergine dei Dolori, posta nella Chiesa dei Servi, sempre a Siena.
Fra il 1752 ed il 1753 dipinse nel refettorio del Convento dei Servi, vari personaggi dello stesso Ordine. Varie altre pregevoli opere sono a lui attribuite.
Morì il 7 agosto 1782, nella parrocchia di S.Pietro in Castelvecchio a Siena.
Ha lasciato di lui memoria il senese Ettore Romagnoli, nel suo Biografia Cronologica de' Bellartisti Senesi, manoscritto del 1835, donato alla Biblioteca di Siena, pubblicato nel 1976.